# Римарська вулиця
Ри́марська вулиця — вулиця в центрі міста Харкова. Адміністративно знаходиться в Шевченківському районі. Має однобічний автомобільний рух. Громадський транспорт по ній не проходить. Бере початок від станції метро «Історичний музей», закінчується будівлею ХНАТОБу.

## Історія

Меморіальна дошка Є. Урюпіна, скульптор Володимир Кочмар

Римарська — одна з найстаріших вулиць Харкова. Історія вулиці починається у XVII столітті, коли на цій вулиці знаходилися помешкання лимарів чи римарів, які займалися вичинками шкір і виготовленням шорних виробів. Від цього вулиця отримала свою назву.
З 1799 по 1805 рр. на цій вулиці у будинку № 4 мешкав Харківський міський голова (а до цього купець ІІІ гільдії) Єгор Єгорович Урюпін. Тепер цей будинок відомий як Будинок Урюпіна. Урюпін як один з найближчих соратників Василя Каразіна відіграв важливу роль у заснуванні Харківського університету. Він кілька разів їздив у столицю імперії з ходатайствами до імператора про заснування університету в Харкові. Будинок, де мешкав Урюпін, зберігся до сьогодні. Він є найстарішою будівлею на Римарській (і одній з найстаріших в Харкові) і пам'яткою архітектури. У 2004 р. на будинку було розміщено відповідну меморіальну дошку, скульптор Володимир Кочмар.
У 1859 році на Римарській був відкритий Комерційний клуб, що влаштовував літні гуляння. Приміщення клубу багаторазово перебудовувалося, горіло, відновлювалося і знову перебудовувалося. У 1890-х роках зовні воно нагадувало одну з зал палацу Тюільрі в Парижі. Тоді ж у ньому почала працювати постійна Харківська оперна трупа. До 1915 року в опері з'явилися другий ярус та оточене колонами фоє. А пізніше театр був перетворений у Державну російську оперу. Опера розташовувалася на Римарській вулиці до 1991 року, коли театр перевели у нову будівлю на розі Сумської та Римарської. Старе приміщення передали Харківській філармонії.
Наприкінці XVIII століття на вулиці було побудовано великий дерев'яний будинок Мордвінова, де у 1820-х роках було відкрито військово-сирітський притулок. У 1860 році місцеве добродійне товариство відкрило у цьому будинку 3-класне жіноче училище, перейменоване пізніше у Маріїнську гімназію. Спочатку гімназія розташовувалася у приватному будинку, а в 1869 році для неї побудували окрему 2-поверхову будівлю. Довгі роки тут знаходилася українсько-англійська школа № 6, а нещодавно вона знову стала гімназією.
Наприкінці XIX — початку XX століття Римарська була забудована великими кам'яними будівлями, в яких мешкали чиновники, купці, духівництво. Пролетарі мешкали у невеликих кімнатах, так званих «доходных домах». З таких будинків донині збереглися № 20 (архітектор М. Ройтенберг, 1911 р.) та № 28 — «доходный дом и глазная лечебница профессора Бронштейна» (архітектор В. Величко, 1902 р.).
Саме на Римарській архітектором О. Ржепішевським були зведені два перших у Харкові кооперативних («компанійських») будинки (№ 6, 1912 р. і № 19, 1915 р.), квартири в яких були власністю їх мешканців — здебільшого лікарів, інженерів, художників. Після революції ці будинки були передані «трудовому народу», і комфортабельні квартири перетворилися на комуналки.
У березневі дні 1918 року у приміщенні колишнього Комерційного клубу був організований штаб з формування бойових революційних загонів, які відправлялися на фронт. У 1920-х роках у приміщенні оперного театру проходили з'їзди партії, комсомолу, профспілок.
З 1920-х до кінця ІІ-ї Світової війни вулиця носила назву «вулиця Клари Цеткін».
У 1943 р. у будівлі театру на Римарській, 21 відбувся мужнародний судовий процес над військовими злочинцями. Пізніше на будівлі була встановлена пам'ятна дошка.
З 2006 р. за адресою вул. Римарська, 18 знаходиться офіс Організації «Патріот України» — громадського об'єднання, яке сповідує ідеї соціал-націоналізму і є одним з найрадикальніших в країні. З того часу у місті взагалі і на вулиці Римарській зокрема кілька разів на рік проводяться смолоскипі марші соціал-націоналістів.
А найбільшим потрясінням для Римарської вже у наші дні стала вирубка у 2009 році всіх дерев на вулиці для подальшого розширення проїжджої частини. Вулиця була розширена більш ніж на один метр з кожного боку. У результаті в деяких місцях тротуари стали настільки вузькі, що на них не можуть розминутися троє людей. Автомобільний рух вулицею значно зріс, але подібне навантаження для старенької та зритої підземними ходами Римарської може бути небезпечним.

## Катакомби під Римарською
Будинок № 23 по вулиці Римарській було побудовано у середині XIX століття. У 1912 році у ньому оселився лікар Марк Ісаакович Фрейман, який знайшов у підвалі будинку таємний підземний хід. А у 1913 році поблизу будинку утворилося провалля в землі. З тих самих пір будинок і його підземні ходи стали місцем постійних відвідань дигерів та інших дослідників підземель.
Практично під всією Римарською є таємні ходи, катакомби та підземні порожнини. Спелеологи стверджують, що цим підземеллям більше 200 років. Подібні катакомби знайшли і під Харківською Філармонією. Там навіть була віднайдена цінна знахідка — старовинний обруч, обтягнутий пергаментом, на якому тором зберігся напис івритом (єврейський священний текст XVII століття).

## Пам'ятки архітектури на Римарській
| № буд. | Назва                                                  | Фото | Рік будівництва                                                      | Архітектор | Опис | Охоронний №  |
| ------ | ------------------------------------------------------ | ---- | -------------------------------------------------------------------- | --- | --- | ------------ |
| 4      | Міська садиба Урюпіна                                  |      | кін. XVIII ст.                                                       | Зразковий проєкт | Найстаріша збережена житлова споруда міста. З 1799 по 1805 рік власником будівлі був міський голова Харкова Єгор Урюпін. | місц.зн. 421 |
| 6      | Кооперативний будинок                                  |      | 1912 рік                                                             | Олександр Ржепішевський | Перший у Харкові кооперативний будинок, збудований у стилі модерн у 1912 році. У під'їзді будинку збереглися фонтани. | місц.зн. 418 |
| 7      | Житловий будинок                                       |      | 1 п. ХІХ ст.                                                         | Невідомий | Житловий будинок зведено у 1 половині ХІХ століття за проєктом невідомого архітектора. У 2020-х роках будівля незаконно перебудована. | місц.зн. 422 |
| 11     | 1-ша жіноча гімназія                                   |      | 1869 рік                                                             | Толкунов К. А. | Будівля гімназії була збудована у 1869 році за проєктом архітектора Толкунова К. А.. У цій школі навчалася Людмила Гурченко — українська акторка та співачка. Зараз у будівлі розміщується Харківська гімназія № 6. | місц.зн. 425 |
| 19     | Кооперативний будинок                                  |      | 1914 рік                                                             | Олександр Ржепішевський | Другий у Харкові кооперативний будинок, збудований у стилі модерн у 1914 році. У одному з під'їздів жив і архітектор будівлі. У 1992 році будівлю було визнано аварійною. У 2012 році були демонтовані скульптури. У 2014 році встановлені нові, які зовсім не схожі на оригінальні.                                                        | місц.зн. 417 |
| 20     | Житловий будинок                                       |      | 1911 рік                                                             | Ройтенберг Л. Є. | П'ятиповерхова житлова будівля збудована у 1911 році за проєктом архітектора Ройтенберга Л. Є.. | місц.зн. 419 |
| 21     | Клуб Комерційний та Оперний театр                      |      | 1829 рік, реконструкції: 1885—1899, 1905, 1913, 1932—1937, 2006—2019 | Невідомий, реконструкції: Михаловський Б. Г.,Дашкевич М. І., Горохов А. І., Корнєєнко Б. М., Троценко В. К., Петі В. Н., Пушкарьов В. І. | У 1859 році на Римарській був відкритий Комерційний клуб. Будівля клубу багаторазово перебудовувалася. Згодом у будівлю перенесли Оперний театр. Нині тут Харківська обласна філармонія. У 2006 році почалися роботи з повної реконструкції філармонії.                                                                                     | місц.зн. 426 |
| 23     | Особняк Фреймана                                       |      | 1913 рік                                                             | Гінзбург О. М. | Особняк Фреймана збудований у 1913 році за проєктом архітектора О. М. Гінзбурга у стилі модерн. У радянський час, на жаль, втрачена права арка, а під час реставрації у 2011 році була розібрана ліва арка. Також після реставрації будинок втратив деякі деталі.                                                                           | місц.зн. 427 |
| 22     | Прибутковий будинок страхового товариства «Саламандра» |      | 1914—1916 роки                                                       | Верьовкін М. М. | Шестиповерхова будівля збудована у 1914—1916 роках на основі конкурсного проєкту М. В. Редькіна та Д. М. Бердникова, допрацьованого архітектором Миколою Верьовкіним. Фасади будівлі виходять на Сумську і на Римарську вулиці. | місц.зн. 273 |
| 24     | Особняк Смоленської                                    |      | 1903 рік                                                             | Кондратьєв Ф. А. | Особняк Смоленської збудований у 1903 році за проєктом архітектора Кондратьєва Ф. А.. Зараз у ньому розташовуються державні установи, а будівля відома своїми двома красивими дверима. | місц.зн. 420 |
| 28     | Житловий будинок і приватна лікарня                    |      | 1902 рік                                                             | Величко В. В. | Триповерхова будівля була зведена у 1902 році за проєктом архітектора В. В. Величка. Тут розмістилася офтальмологічна лікарня професора Бронштейна та його прибутковий будинок. Зараз тут розташований РАГС та житлові приміщення. У 2022 році у будівлю влучила російська ракета. В результаті влучання пошкоджено покрівлю та перекриття. | місц.зн. 424 |

На вулиці також знаходяться 19 будівель ХІХ — ХХ століть, що не мають охоронного статусу.

## Адресати на Римарській
На Римарській вулиці знаходяться:
- ДРАЦС Шевченківського району (будинок № 28)
- Управління ГІРФО ГУМВС України в Харківській області (будинок № 24)
- «7-й канал» та ТРК «Тоніс-Центр» (будинок № 23А)
- Харківська обласна філармонія (будинок № 21)
- Харківське обласне об'єднання Всеукраїнського Товариства «Просвіта» ім. Т. Г. Шевченка та Харківський осередок Організації «Патріот України» (будинок № 18)
- Харківська гімназія № 6 «Маріїнська гімназія» (будинок № 11)
- Артрок-паб «Стіна» (підвал будинку № 13)

Крім того, між Римарською і Сумською вулицями розташовані будівлі ще двох театрів:
- Харківський академічний український драматичний театр імені Тараса Шевченка
- Харківський національний академічний театр опери та балету імені М. В. Лисенка

|  |  |  |  |  |  |

## Відомі особистості Римарської
- У 1900-х роках на Римарській мешкав Микола Міхновський, засновник українського націоналізму.
- У 1920 році на Римарській мешкав Фелікс Дзержинський, на його честь пізніше було названо весь район.
- У будинку № 19 1925 — 1930 роках на Римарській жив відомий український радянський письменник Микола Хвильовий.
- Людмила Гурченко у шкільні роки навчалася у приміщенні тепершньої Маріїнської гімназії на Римарській.
- У 1930 році у приміщенні сьогоднішнього РАЦСу Шевченківського району (вул. Римарська, буд. 28) реєструвала свій шлюб Клавдія Шульженко.
- У будинку № 6 до 1927 року мешкав видатний архітектор Віктор Естрович.

## Цікаві факти
- Римарська вулиця — єдина у своєму роді. Вулиць з такою назвою у світі більше немає і не було
- у приміщенні старої опери у 1896 році Альфред Федецький провів перший кіносеанс в Україні
- у 1929 році знов-таки у приміщенні старої опери в ефір вийшла перша українська радіостанція

## Надзвичайні події на вулиці Римарській

### 23 серпня 2011 року
На офіс Організації «Патріот України» вчинив збройний напад відомий в мережі інтернет українофоб Сергій Колесник. Під час нападу Колесник поранив двох членів Організації (Ігоря Михайленка та Віталія Княжеського), але сам був госпіталізований з черепно-мозковою травмою. Між тим 11 вересня 2011 р. І. Михайленка і В. Княжеського було заарештовано за підозрою у замаху на вбивство С. Колесника. Колесник не тільки став у справ потерпілим, але й отримав на руки травматичну зброю. Розпочалася перша справа «оборонців Римарської».

### В ніч на 13 жовтня 2011 року
В центрі Харкова на перехресті Римарської вулиці та Бурсацького узвозу стався вибух. Ніхто не постраждав. За фактом вибуху Служба безпеки України порушила кримінальну справу за статтею «тероризм», так як на місці вибуху було знайдено записку.

### Ввечері 29 грудня 2011 року

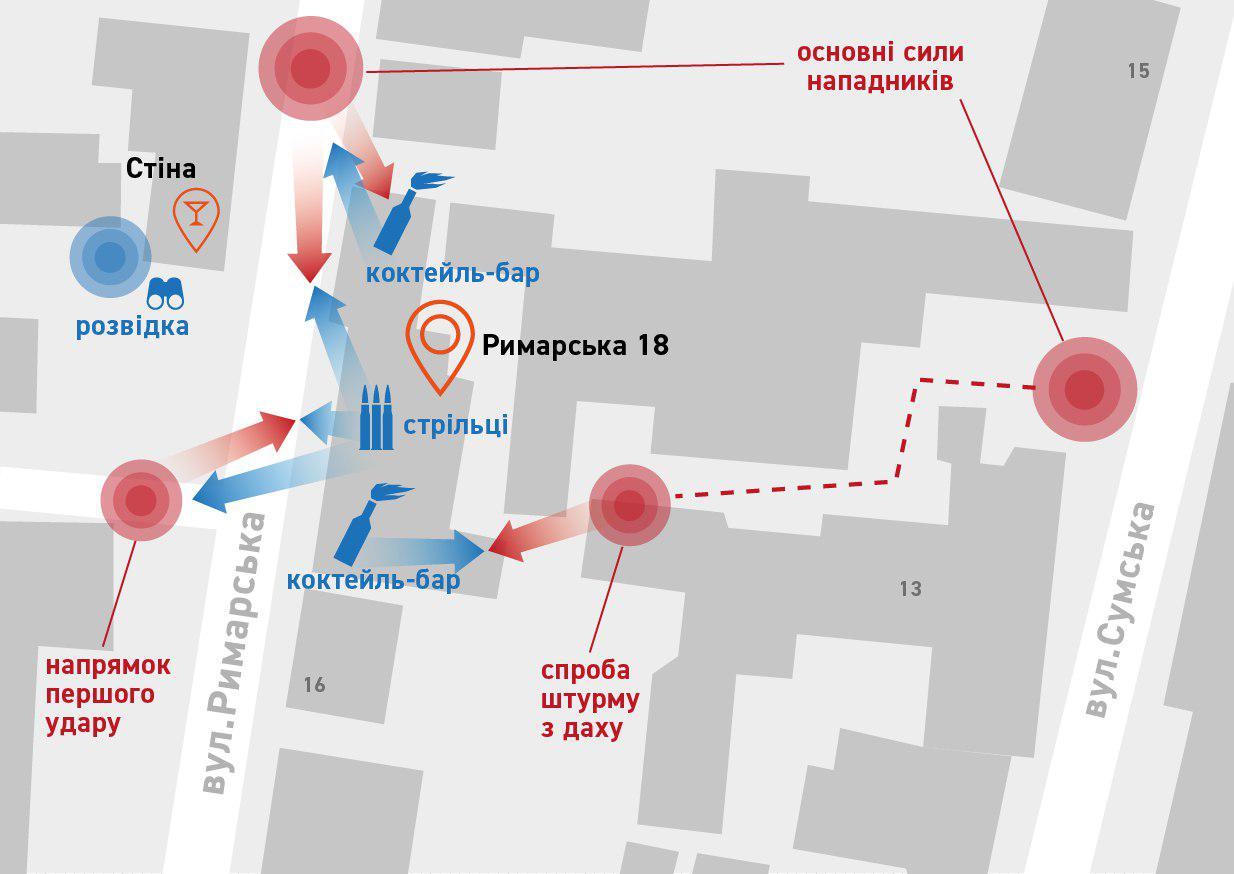
план-схема бою на Римарській

Знов-таки у офісі Організації «Патріот України» була вчинена нова стрілянина. Два десятка невідомих, вже у темний час доби вибили вікно і розпочали збройний штурм офісу. В результаті їм вдалося захопити лише частину офісу і взяти декого з представників Організації «Патріот України» в заручники. Але інші представники Організації разом з представниками приватної охоронної фірми зробили спробу відбити захоплену частину офісу і переслідувати частину нападників, які розпочали тікати. В результаті по приїзду міліції, в офісі було проведено черговий обшук і тимчасово опечатано. До Дзержинського райвідділу було доставлено понад десяток осіб (нападників і оборонців), до лікарні було доставлено 3 поранених (один з членів Організації «Патріот України», який був захоплений в заручники і двоє нападників). Керівництво Організації «Патріот України» заявило, що напад було організовано працівниками спецслужб в рамках репресій проти їх організації.

### В ніч 14/15 березня 2014 року
Бій між представниками Організації «Патріот України» та проросійськими сепаратистами. Українські націоналісти забарикадувалися в своєму офісі і, відстрілюючись, впродовж ночі витримали кілька атак переважаючого чисельно противника. Це перший бій у протистоянні на Сході України, де проросійська сторона зазнала втрат загиблими.

Вхід до пабу «Стіна»

### 9 листопада 2014 року
У пабі «Стіна», який був відомий як місце збору волонтерської допомоги для української армії, стався вибух, в результаті якого постраждало 11 осіб. Вибух був організований проросійською терористкою Мариною Ковтун і групою так званих «харківських партизан», які проходили курси військової підготовки на території РФ.